# Maria Diaz I de Haro
Pour les articles homonymes, voir Diaz.
Maria Diaz I de Haro, appelée la Buena (la bonne) (c.1270 - 1342), dixième Dame de Biscaye (Vizcaya en espagnol, Bizkaia en basque).
Fille de Lope Diaz III de Haro, assassiné à Alfaro dans La Rioja en juin 1288, huitième Seigneur de Biscaye (actuellement la province de Biscaye au Pays basque (Espagne) et d'une Moncada - Bearne. Il était de tradition pour les aînés des Haro d'hériter la première partie du nom de famille composé de sorte qu'un Diego avait un Lope Diaz de…. et celui-ci, à son tour, appelait son fils aîné Diego et était connu comme un Diego Lopez de…. De cette manière qu'entre chaque Diego Lopez de…., petit-fils et grand-père, existait un Lope Diaz de…., père et entre chaque Lope Diaz de…., petit-fils et grand-père il y avait un Diego Lopez de…., père. Même s'il y a aujourd'hui des pères qui répètent le nom pour leur premier fils, il était courant d'avoir deux noms d’arrière-grands-pères avec deux autres intercalés du père. Par exemple Diego, Pedro, Diego, Pedro…. La majorité ne changeait pas toutefois les premières parties du nom de famille composé de Diaz à Lopez et ensuite Diaz et un autre Lopez, bien que cette famille en particulier le fasse.
Maria Diaz I de Haro a donc accédé à la seigneurie en 1289 après le décès de son père Lope Diaz III de Haro et de Moncada - de Bearne son fils aîné, connu comme Diego. Mais, c’est dans une plus grande confusion et sans raison claire apparemment qu’un Diego Lopez V de Haro dit l'Intrus, oncle de Maria Diaz de Haro fait son apparition. Maria Diaz I de Haro prend le même nom de famille que son père comme il est habituel de nos jours et cela pour deux raisons médiévales présentent dans la culture basque de l’époque: elle n'est ni l'aînée, ni un homme. Par le simple fait qu'elle ne soit pas l'aînée, elle n'était pas une Diaz de Haro, comme ses frères cadets l’étaient. Cela donne donc le sentiment que Diego Lopez V de Haro dit l'Usurpateur, le plus jeune frère de Lope Diaz III de Haro et par conséquent un Lopez de Haro selon les règles de succession des noms de famille, était pour ces derniers plus un profiteur ou un opportuniste dans la confusion sur les particularités concrètes de cette famille. Non seulement l'oncle, connu comme Diego Lopez V de Haro, a ouvertement arraché en 1295 les titres au neveu successeur, Diego Lopez IV de Haro, mort sans succession en 1289 mais en mourant et après un long procès, on arriva à un accord entre Basques, sanctionné par la reine Veuve Régente et Tutrice de Castille, Maria de Molina dont Maria Diaz de Haro récupère à nouveau la seigneurie, après le décès de son père assassiné.

## Biographie
Fille de Lope Diaz III de Haro et de Moncada - de Bearne. La mère, Juana de Molina y de Lara, était fille de l'Infant de Castille Alphonse de Molina et de Suabia et d'une Lara mariée par accord de paix avec l'Infant dans le premier mariage de celui-ci). Maria Diaz de Haro a contracté mariage étant encore très jeune, avec l'Infant Jean de Castille, Seigneur de Valencia de Don Juan qui était frère du roi Sanche le Brave. Le mariage avec ce fils cadet d'Alphonse X de Castille « le Savant » a eu lieu le 10 janvier 1287. De cette union sont nés Juan (Yañez de Castille) el Tuerto (le borgne), assassiné en 1326, Lope et Alonso. Ces deux derniers sont morts sans laisser de descendance.

## Première période face à la seigneurie
L'année suivant son mariage, le 8 juin 1288, mourait à Alfaro son père dans une dispute avec Sanche IV León et Castille où était présent le frère du roi Sanche, son mari l'Infant de Castille Juan (Alphonse de Castille), qui a été emprisonné dans cette affaire. La seigneurie, vide à cause de ce meurtre, est passée aux mains de l'aîné et frère de Maria, Diego Lopez IV de Haro et de Molina - de Lara qui entretenait des conflits avec le beau-frère puis avec le roi Successeur Sanche IV de León et Castille. La raison des conflits de ces deux seigneurs de Biscaye était que tous les deux étaient en faveur pour mettre sur le trône castillan et au détriment du cadet Sanche le successeur du défunt et l'aîné Alphonse de la Cerda. Par conséquent, le turbulent et bagarreur Infant Royal Sanche, déshérité par son père le roi Alphonse X le Savant lorsque, apparemment, les Cortes de Castille, avec l'exception entre autres des sévillans, l'avaient écarté, comme roi de Castille et León par ceux appelés à l'époque Los fechos de l'Empire a fini par envahir la Biscaye. Ces fechos de l'Empire ont un lien avec l'exécution, en 1277, sans aucune espèce de pardon du frère du Roi Alphonse X El Estrellero (adjectif de la Noblesse et le Clergé de l'époque a mentionner à son Rey et au Seigneur), l'Infant Fadrique de Castille et de Souabe et son gendre Simon Ruiz de los Cameros, Seigneur de Los Cameros, Rioja, ainsi qu'avec les tentatives de prélèvement fiscal d'Alphonse X, tout comme l'avait fait le Roi Charles I d'Espagne en 1520, pour acheter le vote d'électeurs palatins du Sacro Empire romain Germanique compte tenu que la mère de l'exécuté Fadrique et Alphonse X étaient des fils de Beatriz de Suabia. Diego Lopez IV est décédé en 1289, seulement un an après le décès de son père, sans laisser de descendance, raison pour laquelle le titre est passé à Maria, selon l'opinion des basques, même si le pouvoir royal se trouvait en réalité aux forces armées entre les mains de Sanche IV.
Cette première période de Dame (Señora) de Biscaye s'étend de 1289 à 1295.

## Usurpation de la seigneurie
Le 25 avril 1295 le roi castillan Sanche le Brave meurt et son fils Ferdinand IV le remplace à l'âge de neuf ans. On ouvre une période turbulente de luttes de pouvoir dans la cour castillane, régie par la veuve du roi Sanche et Tutrice du roi Infant Ferdinand IV, Maria de Molina dont profite Diego Lopez V de Haro, avec l'appui de Jacques II le Juste, roi d'Aragon, pour occuper la Biscaye et arracher la seigneurie à sa nièce Maria et le Seigneur Consort, son oncle l'infant castillan Juan Alfónsez.
Diego Lopez V de Haro n'a trouvé aucune opposition à son entrée dans la seigneurie, en grande partie parce que le mari (Seigneur Consort de Biscaye) de Maria, l'infant castillan Juan Alfonsez de Castille, se trouvait en prison pour les événements d'Alfaro. Cette action a valu à Diego Lopez V le surnom de  l'intrus .
L'infant retrouvant sa liberté, a essayé d'obtenir que lui soit restituée la seigneurie en son nom et celui de la titulaire, sa conjointe Maria. Ne l'ayant pas obtenu, il s'est uni à d'autres mécontentements, pour combattre contre la reine régente Maria de Molina et de Meneses, demi-sœur de la Dame et veuve de Biscaye, Juana (la mère de Maria Diaz de Haro), qui a été défendue évidemment par Diego Lopez V de Haro l'Intrus.
La vie de l'infant castillan Don Juan Alfónsez a été marquée depuis lors, et jusqu'à son décès, en batailles contre les nazaris de Grenade quelque 25 années plus tard, par les conspirations contre la cour de Castille-Léon de son beau-frère la Reine veuve et Régente Maria Molina et de Meneses, ou pour faire valoir les droits d'autres membres de la famille royale au trône, ou bien en défendant ceux de son conjoint à la seigneurie de Biscaye. La Reine veuve, Régente et Tutrice, Maria Molina et de Meneses, en outre la demi-sœur de la Doña veuve de Biscaye Juana de Molina et de Lara et par conséquent tante de Maria Diaz de Haro était aussi tante de son propre mari, l'infant et ensuite roi Sanche le Brave. Ceci avait été utilisé par des groupes dissidents légitimistes biscayens et aragonais auxquels hors d'une époque déclarée par la Papauté de Rome comme de mariage nul, ce qui faisait du fils aîné, qui deviendra plus tard le roi Ferdinand IV, indigne de la succession à la Couronne de Castille et de León.
La Papauté romaine et avignonnaise ont ensuite rectifié toutefois de telles décisions au travers de pressions et des changements politiques du roi de France et des nombreuses donations à fonds perdus du célèbre Seigneur et d'Entreprise Financière et Pêcherie de allendelmar, Don Alfonso Perez de Guzman dit le Bueno (le Bon), Seigneur de Sanlúcar (Cadix), mort dans une bataille à la frontière nazarí (château de Gaucín) avec les gaditanos (gentilé espagnol des habitants de Cadix) et troupes de templiers en 1309. Les Guzmanes de Sanlúcar (Cadix), nom de famille germanisé mais aussi arabisé comme on veut, pouvant y avoir plusieurs Guzmanes d'origines différentes, seraient hispanisés convenablement par Barradas au XVIe siècle et sont des ancêtres des Ducs de Medina-Sidonia. Les nommées Coplas de Mingo Revulgo, du XVe siècle, et les nombreux documents de l'époque font allusion toutefois à ces connotations possibles.
C'est la raison de l'origine de la puissante famille, pendant plusieurs siècles, des infants de la Cerda. Pour cette raison, et à travers des raisons tortueuses généalogiques élaborées par le Chancelier basque Pedro Lopez de Ayala, mort en 1407, un des premiers nationalistes basques du XIVe siècle, qui depuis 1380, les rois Trastamare castillans et ses successeurs, Habsbourg et Bourbons, ont toujours été des seigneurs rois pactisés de Biscaye.
Une fois légalisée la succession irrégulière pour la Papauté de Sanche IV et de Ferdinand IV, en mars 1307 sont réunies en Juntas Generales du Señorío de Biscaye à Arechabalaga, Don Diego l'Intrus reconnaît Maria Diaz de Haro comme héritière légitime de la seigneurie et demande qu'elle accepte d'être Dame de Biscaye à sa mort, qui arrivera en 1310.

## Seconde période face à la seigneurie
Les premiers jours de l'année 1300 Diego Lopez V de Haro, fonde Bilbao et meurt en 1309 lors du siège d'Algésiras où il combattait contre les maures, avec le roi Ferdinand IV.
Maria Diaz de Haro a eu, au début, quelques réclamations de la part de son cousin Lope Diaz de Haro, le fils et l'héritier de la précédente seigneurie pacifiée, Diego López V de Haro l'Intrus. Repenti du renoncement qu'il avait fait de la seigneurie et en confiant en la faveur du roi Ferdinand IV de Castille et à l'opposition continuelle posée au roi par l'Infant castillan Don Juan, mari de Maria, il a essayé, par tous les moyens à sa portée, de priver sa cousine de la seigneurie. Mais il n'a rien pu obtenir, ni du roi, ni de la cour castillanne grâce, surtout, à une nouvelle intervention de la reine mère, Doña María de Molina et Meneses, demi-sœur de la mère de Maria, Juana de Molina y de Lara. Par conséquent, Doña María Díaz de Haro est restée comme possesseur définitive et pacifique de la seigneurie de Biscaye.
Mort, durant l'année 1312, le roi Ferdinand IV l' Ajourné, est resté l'infant Don Juan, mari de María Díaz de Haro, comme tuteur et gouverneur du royaume de Castille. Il accompagnait assidument l'infant Don Pedro dans les batailles et dans les tâches de Reconquista. Les troupes chrétiennes ont été attaquées et mises en échec par les Sarrasins en essayant de prendre la ville de Grenade, à quelque 15 km de cette ville, à Pinos Puente, dans le lieu aujourd'hui connu comme Cerro de los Infantes. Beaucoup de chrétiens ont perdu la vie dans cette escarmouche  et, parmi eux, les deux Infants, Don Pedro Sanchez de Castille, oncle du Roi Infant, fils d'Alphonse XI de Castille et son oncle Don Juan Alfonsez de Castille et d'Aragon, Seigneur Consort de Biscaye. Le 26 juin 1319, Le corps de l'infant Don Juan a été transféré à Burgos, dans la Cathédrale où reposent ses restes.
Pendant son mandat on accorde la lettre de fondation de Bilbao (1310) et on fonde les villes de Portugalete, en 1322, Lekeitio, en 1325 et Ondárroa, en 1327.
Maria Diaz I de Haro la Buena a combattu pour la défense des intérêts de la Biscaye, même contre les rois de Castille, puisque a été la belle-fille d'Alphonse X, beau-frère de Sanche IV le Brave, nièce de la Reina Veuve, Régente et Tutrice de María Molina y de Meneses, et famille proche donc du fils de celle-ci, Ferdinand IV Castille et León l'Ajourné et du petit-fils de Sanche IV, Alfonso XI le Justicier.
L'histoire a reconnu la grande tâche que cette Seigneure a développée dans la seigneurie et lui a transmis le surnom de la Buena. L'astucieuse, conciliatrice et négociatrice reine, veuve et régente María Molina y de Meneses par sa mère) et sa nièce Maria Diaz I de Haro y de Molina sont des femmes politiques européennes les plus remarquables de l'époque.
En 1322, cette castillanne, veuve de son mari l'infant castillan Juan (Alfonsez de Castille), frère du roi Sanche IV (Alfonsez de Castille), fonde le couvent des dominicaines de Valence de Campos, prend des habitudes à Perales et s'est retirée en laissant comme douzième seigneur de Biscaye, à son fils Juan (Yañez de Castille) le Borgne qui avait été dans la cour comme tuteur d'Alphonse XI où il ne s'était pas souligné par son comportement correct. Juan le Borgne sera douzième seigneur pendant seulement 4 années, assassiné sur ordre d'Alphonse XI en 1326, comme son grand-père en 1288 l'a été sur ordre de Sanche IV, avec Garcilaso I de la Véga, initiateur d'une saga de nombreux Garcilaso de la Véga, poète et guerriers cantabres et non-ibériques aux vies très intéressantes dans les trois siècles qui suivirent.
Cette période dans la seigneurie de Maria Diaz I de Haro est étendue depuis 1310 jusqu'à sa retraite en 1322.

## Assassinat de Jean le borgne
Les prétentions de Juan d'étendre ses influences en accordant le mariage avec la petite-fille du roi d'Aragon, imitant ainsi et dyscole au personnage soucieux des antécédents royaux, mal décrit comme Infant par l'auteur Don Juan Manuel, emmène Alfonso XI a ordonner sa mort. En 1326, le borgne est assassiné et sa mère est obligée de sortir de sa retraite conventuelle pour être mise à nouveau à l'avant de la seigneurie.

## Troisième période dans la seigneurie
Le roi a essayé d'acheter les droits des seigneurs de Biscaye mais Maria a refusé de les vendre. Elle sort du couvent et commence un nouveau mandat dans la seigneurie.
En 1334, elle renonce de nouveau, cette fois pour sa petite-fille, qui est aussi appelée Maria, Maria Diaz II de Haro et qui était la fille de Jean le Borgne et d'Isabelle de Portugal. Que nous sachions, il n'y a pas d'Isabelle de Portugal, Infante des Rois du Portugal. La seule Reine Consort du Portugal à l'époque du nom d'Isabelle est aragonaise et n'a pas d'ascendants ni de descendants avec ce nom. Le jeune Maria Diaz II de Haro se mariera avec Juan Nuñez de Lara et régira la Biscaye avec le nom de Maria Diaz II de Haro.
Cette période de gouvernement s'étend depuis 1326 jusqu'en 1334.
Maria Diaz I de Haro, dixième Dame de Biscaye décède, septuagénaire, à l'aube d'un mercredi, le 3 octobre 1342.